# The Searchers (groupe)
Pour les articles homonymes, voir The Searchers.
The Searchers est un groupe britannique de beat. Il a connu son heure de gloire au début des années 1960, avec trois singles classés nos 1 des ventes : Sweets for My Sweet, Needles and Pins et Don't Throw Your Love Away. Ce dernier titre a été repris en France en 1964 par Vic Laurens sur Label Mercury, titre en français:C'est arrivé comme ça.

## Historique
Le groupe s'est formé en 1959 est a fait partie du mouvement beat, avec d'autres groupes comme The Fourmost, The Merseybeats, The Swingin' Blue Jeans et surtout The Beatles. Les principaux succès du groupe sont des reprises comme Sweets for My Sweet des Drifters, Needles and Pins et When You Walk in the Room de Jackie DeShannon et Love Potion No. 9 des Clovers, mais ils ont aussi composé certains de leurs titres comme Sugar and Spice.
Le nom du groupe vient du film La Prisonnière du désert de John Ford dont le titre original est The Searchers.
Le groupe connait le déclin en 1965 et disparait complètement de la grande scène musicale anglaise en 1966.

## Discographie
Les positions indiquées sont celles des charts britanniques.

### Singles
- 1963 : Sweets for My Sweet / It's All Been a Dream (no 1)
- 1963 : Sweet Nothin's / What I'd Say (no 48)
- 1963 : Sugar and Spice / Saints and Searchers (no 2)
- 1964 : Needles and Pins / Saturday Night Out (no 1)
- 1964 : Don't Throw Your Love Away / I Pretend I'm with You (no 1)
- 1964 : Someday We're Gone Love Again / No One Else Could Love You (no 11)
- 1964 : When You Walk in the Room / I'll Be Missing You (no 3)
- 1964 : What Have They Done to the Rain / This Feeling Inside (no 13)
- 1965 : Goodbye My Love / Till I Met You (no 4)
- 1965 : He's Got No Love / So Far Away (no 12)
- 1965 : When I Get Home / I'm Never Coming Back (no 35)
- 1965 : Take Me for What I'm Worth / Too Many Miles (no 20)
- 1966 : Take It or Leave It / Don't Hide It Away (no 31)
- 1966 : Have You Ever Loved Somebody / It's Just the Way (no 48)

### Albums
- 1963 : Meet the Searchers (no 2)
- 1963 : Sugar and Spice (no 5)
- 1964 : It's the Searchers (no 4)
- 1964 : Sounds Like the Searchers (no 8)
- 1965 : Take Me for What I'm Worth
- 1979 : The Searchers
- 1981 : Love's Melodies
- 1987 : Play the System
- 1989 : Hungry Hearts